# إرنا بيرغر
إرنا بيرغر (بالألمانية: Erna Berger) هي مغنية ومغنية أوبرا وأستاذة جامعية وممثلة ألمانية، ولدت في 19 أكتوبر 1900 في درسدن في ألمانيا، وتوفيت في 14 يونيو 1990 في إسن في ألمانيا. من الجوائز التي نالتها جائزة برلين للفنون ‏ سنة 1954.

## جوائز
- جائزة برلين للفنون [الإنجليزية]‏ (1954)

## وصلات خارجية
- إرنا بيرغر على موقع IMDb (الإنجليزية)
- إرنا بيرغر على موقع مونزينجر (الألمانية)
- إرنا بيرغر على موقع ميوزك برينز (الإنجليزية)
- إرنا بيرغر على موقع أول موفي (الإنجليزية)
- إرنا بيرغر على موقع قاعدة بيانات الأفلام السويدية (السويدية)
- إرنا بيرغر على موقع أول ميوزيك (الإنجليزية)
- إرنا بيرغر على موقع ديسكوغز (الإنجليزية)
- إرنا بيرغر على موقع قاعدة بيانات الفيلم (الإنجليزية)
- إرنا بيرغر على موقع كينوبويسك (الروسية)